# Mondeville (Essonne)
Mondeville – miejscowość i gmina we Francji, w regionie Île-de-France, w departamencie Essonne.
Według danych na rok 1990 gminę zamieszkiwało 581 osób, a gęstość zaludnienia wynosiła 87 osób/km² (wśród 1287 gmin regionu Île-de-France Mondeville plasuje się na 768. miejscu pod względem liczby ludności, natomiast pod względem powierzchni na miejscu 570.).